# Pusionella
Pusionella é um gênero de gastrópodes pertencente a família Clavatulidae.

## Espécies
- Pusionella buccinata (Lamarck, 1822)[3]
- Pusionella compacta Strebel, 1914[4]
- Pusionella ghanaensis Boyer & Ryall, 2006[5]
- Pusionella lirata Adams A., 1853[6]
- Pusionella lupinus (Philippi, 1850)[7]
- Pusionella nifat (Bruguiere, 1789)[8]
- †Pusionella pseudofusus (Desmoulins, 1842)[9][10]
- Pusionella rapulum Tryon, 1884[11]
- Pusionella remorata Sykes, 1905[12]
- Pusionella valida (Dunker, 1852)[13]
- Pusionella vulpina (Born, 1780)[14]

Espécies trazidas para a sinonímia
- Pusionella aculeiformis (Lamarck, 1822):[15] sinônimo de Perrona aculeiformis (Lamarck, 1816)
- Pusionella albocincta (Petit de la Saussaye, 1851):[16] sinônimo de Pusionella nifat (Bruguière, 1789)
- Pusionella grandis A. Adams, 1853: sinônimo de Pusionella valida (Dunker, 1852)
- Pusionella haasi Dautzenberg, 1912:[17] sinônimo de Pusionella valida (Dunker, 1852)
- Pusionella kraepelini Strebel, 1914: sinônimo de  Clavatula kraepelini (Strebel, 1914)
- Pusionella milleti milleti (Petit de la Saussaye, 1851): sinônimo de Clavatula milleti (Petit de la Saussaye, 1851)
- Pusionella milleti subgranulatus (Petit de la Saussaye, 1851): sinônimo de Clavatula milleti (Petit de la Saussaye, 1851)
- Pusionella rafel Pallary, P., 1920: sinônimo de  Pusionella vulpina (Born, 1780)
- Pusionella testabilis Jousseaume, 1896: sinônimo de Daphnella rissoides (Reeve, 1843)
- Pusionella scripta Nordsieck, 1975: sinônimo de Mitrella broderipi (G.B. Sowerby I, 1844)